# 19833 Wickwar
19833 Wickwar este un asteroid din centura principală de asteroizi.

## Descriere
19833 Wickwar este un asteroid din centura principală de asteroizi. A fost descoperit pe 28 septembrie 2000 la Socorro, New Mexico, în cadrul proiectului LINEAR. Asteroidul prezintă o orbită caracterizată de o semiaxă mare de 2,89 ua, o excentricitate de 0,03 și o înclinație de 2,5° în raport cu ecliptica.